# Passiflora bracteosa
Passiflora bracteosa är en passionsblomsväxtart som beskrevs av Jules Émile Planchon, Amp; Linden, José Jéronimo Triana och Planch.. Passiflora bracteosa ingår i släktet passionsblommor, och familjen passionsblomsväxter. Inga underarter finns listade i Catalogue of Life.